# Apollo Lynge
Apollo Lynge (ur. 11 stycznia 1940 w Nuuku, zm. 7 lipca 2002) – duński biegacz narciarski, uczestnik Zimowych Igrzysk Olimpijskich 1968.

## Osiągnięcia

### Igrzyska olimpijskie
| Miejsce | Dzień     | Rok  | Miejscowość | Konkurencja             | Czas biegu  | Strata       | Zwycięzca         |
| ------- | --------- | ---- | ----------- | ----------------------- | ----------- | ------------ | ----------------- |
| 62.     | 7 lutego  | 1968 | Grenoble    | 30 km stylem klasycznym | 1:55:40,0 h | +20:00,8 min | Franco Nones      |
| 67.     | 10 lutego | 1968 | Grenoble    | 15 km stylem klasycznym | 1:00:34,8 h | +12:40,6 min | Harald Grønningen |